# Iá (deus)
Iá (em egípcio: Iah) ou Aá (Aah) era o deus da lua na mitologia egípcia.
As primeiras presenças do nome "Iá" referem-se à lua enquanto satélite do planeta terra. Mais tarde, a palavra passaria a designar uma divindade. 
A nível iconográfico este deus era representado, na sua forma antropomórfica, com um disco solar e crescente da lua nova sobre a sua cabeça, onde também tinha uma trança lateral característica das crianças egípcias. Por vezes tinha na mão uma folha de palmeira ou um olho de Hórus. Poderia também se manifestar como um íbis, falcão ou como o crescente da lua nova. Este últimos atributos estavam também associados a Tote e a Quespisiquis. 
O deus não tinha nenhuma cidade associada ao seu culto. Alcançou grande popularidade na época que se seguiu ao Império Médio, ou seja, na época de dominação do Egito pelos Hicsos, um povo oriundo da Palestina. É possível que Iá seja o corresponde ao deus acadiano Sin, que também era um deus lunar. O nome Iá surge na fórmula CX do Livro dos Mortos.
Curiosamente, vários membros da família real tebana, responsável pela expulsão dos Hicsos do Egito, levaram este nome como Aotepe I ("Ah está satisfeito"), mãe de Amósis I ("Iá nasceu"), fundador da XVIII dinastia egípcia. A esposa deste rei, Amósis-Nefertari ("Nascida da lua, a mais bela das mulheres"), também integrava a divindade no seu nome.
O culto a Iá parece ter decaído com o Império Novo. No túmulo do faraó Tutemés III encontra-se representada uma cena na qual o faraó encontra-se acompanhado pela sua mãe e por três rainhas, incluindo Site-Iá, "filha do deus lua". 